# Lápafő
Lápafő (vyslovováno [lápafé]) je malá vesnice v Maďarsku v župě Tolna, spadající pod okres Dombóvár. Nachází se asi 17 km severozápadně od Dombóváru. V roce 2015 zde žilo 162 obyvatel. Dle údajů z roku 2011 tvoří 91,7 % obyvatelstva Maďaři, 5,4 % Němci, 1,2 % Rumuni a 0,6 % Romové.
Sousedními vesnicemi jsou Gadács, Nak, Somogyszil, Szakcs a Várong.